# Òrrius
Òrrius è un comune spagnolo di 463 abitanti situato nella comunità autonoma della Catalogna.